# 諾蓋人

諾蓋人的旗幟。

諾蓋人（諾蓋語：Ногай, Noğay /noˈɣaj/, plural: Ногайлар, Noğaylar /noɣajˈlar/）是北高加索達吉斯坦共和國及烏拉爾河一帶居住的突厥族羣，曾經在欽察汗國分裂後有自己的汗國。全世界的諾蓋人有221000人。廣義上的諾蓋人有103萬，在阿斯特拉罕韃靼人、高加索韃靼人、西伯利亞韃靼人、哈薩克人弘吉剌，吉爾吉斯人也有諾蓋部落，立陶宛也有，分4部落：ak nogay、kara nogai、astarkan nogai、achikulak nogay，下有若干小部落，除NOGAYBAK，全部信仰伊斯蘭教。

## 分布
主要分布于俄罗斯联邦、罗马尼亚、土耳其三个国家，在摩尔多瓦、乌克兰（ 克里米亞共和國）、哈萨克斯坦、乌兹别克斯坦、土库曼斯坦、保加利亚、立陶宛、约旦、美国都有为数不多的诺盖人分布。目前俄罗斯联邦的诺盖人约有10万，土耳其有9.5万诺盖人、罗马尼亚有1.2万诺盖人，乌克兰克里米亚约有6000人，摩尔多瓦约有2000人，保加利亚约有1000人，哈萨克斯坦有400多人，乌兹别克斯坦有200多人。諾蓋人有兩支，在黑海以北隨克里米亞汗國，里海以北有自己的領袖。
他們有四個人口較為多的大部落：bujak、edisan、jambulak、edishkul一個核心部落曼吉特，還有5個人口較多部落：mansur(曼蘇爾)、kypchak(欽察)、karamuzra、tokhtam、novruz人口較多。
- bucak諾蓋人居住在多瑙河至德涅斯特河之間
- cedsan諾蓋人居住在德聶斯特河至布格河之間。
- Camboyluk諾蓋人居住在克里米亞半島
- Cedişku住在克里米亞半島以北
- 庫班諾蓋居住在阿速海一帶

除此之外，諾蓋還有以下分支
- Ak Nogays（白诺盖）：主要分布在俄罗斯联邦卡拉恰伊-切尔克斯共和国，人数约1.52万。因为他们毗邻库班河而居，所以又得名库班诺盖（Kuban nogays），Ak Nogays 说诺盖语的 Aknogay 方言，语言受到邻近的阿巴扎人、切尔克斯人（卡巴尔达人）、卡拉恰伊人和巴尔卡尔人的影响。

- Nogaybaks（诺盖巴克）：主要分布在俄罗斯联邦伏尔加－乌拉尔盆地的韃靼斯坦共和国和其它几个州，另外一些人定居在巴什科尔托斯坦和车里雅宾斯克州的上乌拉尔地区，混居在鞑靼人中的Nogaybaks，语言带有浓重的鞑靼口音，定居在巴什基爾Nogaybaks，带有巴什基尔人口音。大部分Nogaybaks目前信仰东正教(他們是唯一不信伊斯蘭教的諾蓋人)，也成為了哥薩克。有一些是突厥化的马札儿人。

- Astrakhan (Hajitarkhan) Nogays（阿斯特拉罕诺盖）：在伏尔加河下游延伸地区，也就是今天俄罗斯联邦的阿斯特拉罕州，定居着3万多诺盖人，他们叫做阿斯特拉罕诺盖，其下又分为4个部落，分别是 Kundura (Karakash 或Karaagash)、Kundrovets、Utar-Alabugaty、Yurt (Kara üyli)。其中 Yurt 部落分布在 Privolzhsk 地区，Kundrovets 部落分布在 Tuluganovka 村，Karagash 部落分布在克拉斯诺亚尔斯克区以及邻近地区，Utar-Alabugaty 部落邻近卡尔梅克共和国的地区。Yurts、Kundrovets、Utar-Alabugaty 3个部落来自大诺盖汗国，17世纪初逃避卡尔梅克人迁到阿斯特拉罕地区。Karagash 部落是18世纪末由库班的小诺盖汗国迁到这里。文化和语言上，Yurt部落受到伏尔加中部的喀山鞑靼人和米薩鞑靼人的强烈影响。Karagash部落受到的其它民族影响比较少，因为他们认为外部世界的环境相对堕落，由于邻近卡尔梅克人，Utar-Alabugaty 部落在文化上也受到这些蒙古人的影响。

- Qara (Kara) Nogays（黑诺盖）：又叫做东方诺盖，他们是最大的诺盖部落，也是唯一保留游牧生活方式的诺盖，黑诺盖约有4万人，说诺盖语的Karanogay方言。主要分布在达吉斯坦共和国的 Khasavyurt 地区，在达吉斯坦北部沿库玛河下游延伸到下库玛和下特雷克之间的地区，黑诺盖部其下有若干个分支部落，分别是 Kïpshak、Nayman、Terik、Ming、katay、Khasav-Yurt、Baba-Yurt，还有受到库梅克人影响的库梅克诺盖（kumyk Nogays）3个部落——the Aksay (Yakhsay)、Kostek、Tarki (Targu)，库梅克诺盖分布在捷列克河和苏拉特河之间的狭长地带

- Achikulak Nogays（阿奇库拉克诺盖）：也叫做诺盖本部。主要分布于俄罗斯联邦的斯塔夫罗波尔边疆区，集中在斯塔夫罗波尔边疆区的 Achikulak、Neftekumsk 两个地区，阿奇库拉克诺盖有3个大部落，分别是 Jemboyluk（Jambulak）、Yedisan（Edisan）、Yedishkul（Edishkul、Cedişkul、Jedishkul）、他们说的是诺盖语中部方言。Yedishkul部落有个旁支定居在克里米亚半岛，叫做Cedişkul (Jedishkul)诺盖，Jemboyluk部落也有部分人分布在乌克兰的克里米亚北部地区。Yedisan 和 Jemboyluk 大部落下面还有若干个小部落，如：欽察、明格、弘吉剌、Manghit（Mangït）、Keneges、康里（Kanglï）、乃蠻、Uygïr、Ïrgaklï、As、烏孫、Kos tamgalï、Kazankulak、Ashamaylï，Burkit、Qitay 等部落，这些小部落之下还细分为许多世系，如 Nayman 下面的世系(uruy)就有 Moynapa、Harnalïk、Hazan ulï、Shursha、 Kalimerden、Üshkübi、Ökresh、Bakay、Keli avil。

- Beshtav-Kum Nogays：这支诺盖部落也分布在斯塔夫罗波尔边疆区，其下又分为 Beshtav、Kum、Kara murza 3个部落。

- Crimean Nogays（克里米亚诺盖）：Crimean Nogays 主要分布在乌克兰的克里米亚共和国。克里米亚诺盖包括3个主要的部落，分别是 Crimean、Cedişkul、Jemboyluk，他们和克里米亚鞑靼人的 Barin、阿兒渾、欽察部落彼此交错分布，他們也是克里米亞汗國騎兵的重要組成部分。

- Khazar (Kaz) Nogays（可薩人诺盖）：他们原来是隶属于可薩汗国的诺盖部落，哈扎尔汗国覆灭后，他们迁到亚速海滨，这是一支混有卡尔梅克血统的诺盖人，他们大体分布在亚速海、黑海北岸地区，主要集中在乌克兰境内的黑海沿岸地区，也有部分定居在斯塔夫罗波尔边疆区，可薩部落一般和 Jemboyluk 部落交错居住在一起

车臣共和国、印古什共和国境内的诺盖部落：主要有 Kasay、Kaspulat（Kasbulats）、Mansur、Novruz、Tokhtamïsh（Tokhtam）、Ishterek 等部落。
他們之中有很多突厥蒙古部落在哈薩克汗國中可以找到：弘吉剌、欽察、康里、乃蠻、克烈、契丹。

## 族源和歷史

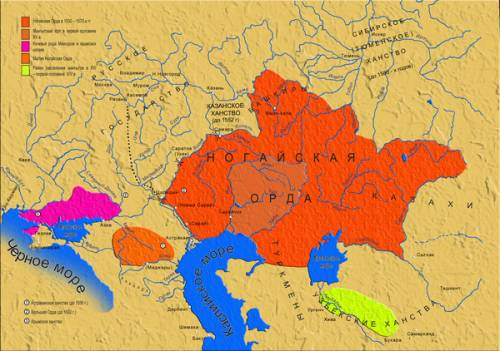
諾蓋部落的游牧地區。橙色：15世紀末諾蓋汗統治下的諾蓋汗國；黯橙色：16世紀末在乌拉尔河/亞克河上的殘餘部落；淺橙色：17世紀中葉從卡爾梅克人遷徙後在北高加索斯塔夫罗波尔边疆区和达吉斯坦共和国的大部落；粉紅色：位於黑海一帶的小玉茲；黃色：布哈拉汗国(阿斯特拉罕王朝)。

諾蓋人得名自朮赤家族的宗王那海，在公元1300年到1400的期间，诺盖部落并没有凝聚力，他们是草原地区的流浪者。因而他们被草原上其他的的邻居看不起，大部分突厥人还认为诺盖人倾向于接受来自其他氏族叛逃和流亡的人。一位作家因此形容诺盖人是草原上的吉普赛人。他們本來支持阿斯特拉罕汗國，在被俄羅斯人併吞後，改為支持克里米亞汗國。他們保護汗國北方。许多諾蓋人迁徙到克里米亚半岛，以作为汗國的骑兵。定居在那里，他们的贡献有助形成克里米亚鞑靼人，他們也有農業。他們的諾蓋汗國被哈薩克汗國的哈克納扎爾汗擊敗吸收，成為小玉茲的主要組成部分。在16至17世紀時聚居烏拉爾河以東，有自己的君主，首都在烏拉爾河河口，薩萊楚克城阿特劳（也是贾尼别克、哈斯木的陵地）。他們的生活方式是放牧馬與駱駝、捕捉斯拉夫人給克里米亞韃靼人販賣至土耳其帝國與布哈拉汗國。他們當中主要部落曼吉特來自蒙古忙兀惕部。
在17世紀，卡爾梅克人受準噶爾推擠，前往南俄與黑海以北，小玉茲的諾蓋人與哈薩克人不敵，前往北高加索平原和克里米亚汗国、奥斯曼帝国。有些诺盖集团寻求俄罗斯驻军的保護。余下的突厥游牧部族，成为卡尔梅克汗的附庸。之后俄罗斯吞并克里米亚，诺盖畜牧土地被占领的斯拉夫人定居，因为他們没有永久居留。
俄羅斯没收他們的土地，通过各种方式，例如焚烧帐篷，迫使他們定居。1783年，俄羅斯總督屠殺數千庫班諾蓋人，有些前往安納托利亞，有些前往車臣與達吉斯坦、印古什、烏拉尔河草原融合在當地人之中。诺盖人主要分布在达吉斯坦北部，诺盖人一直希望要建立他们自己的民族国家而脱离达吉斯坦。现今诺盖人的历史领土由达吉斯坦（达格斯坦）、卡拉恰伊-切尔克斯、斯塔夫罗波尔边疆区和阿斯特拉罕四个联邦主体分别占据。诺盖民族主义者力图统一这些地区，以便使诺盖人拥有自己的自治地方。

## 語言
諾蓋語屬于突厥語族西突厥語群的欽察語支。

## 參看
- 諾蓋語
- 諾蓋汗國

## 外部連結
- Crimean Tatars and Nogais in Turkey（页面存档备份，存于）
- Nogais Lack of Employment Opportunities in Russia